# الفحص بعد الإشعاع النووي
الفحص بعد الإشعاع النووي ( PIE ) هو دراسة المواد النووية المستعملة مثل الوقود النووي. لديها عدة أغراض من المعروف أنه من خلال فحص الوقود المستخدم يمكن دراسة أنماط الفشل التي تحدث أثناء الاستخدام العادي (والطريقة التي يتصرف بها الوقود أثناء وقوع حادث). بالإضافة إلى ذلك يتم الحصول على المعلومات التي تمكن مستخدمي الوقود من ضمان جودتها وتساعد أيضًا في تطوير أنواع جديدة من الوقود. بعد الحوادث الرئيسية فإن النواة (أو ما تبقى منها) تخضع عادةً لـ الفحص بعد الإشعاع لمعرفة ما حدث. أحد المواقع التي يتم فيها إجراء الفحص بعد الإشعاع هو الاتحاد الدولي للاتصالات وهو مركز الاتحاد الأوروبي لدراسة المواد المشعة للغاية.
إذا كانت هناك تفاعلات نووية داخل المادة (مثل ما يحدث في الوقود) سيتغير القياس الكيميائي ببطء أيضًا بمرور الوقت. يمكن أن تؤدي هذه السلوكيات إلى خواص مواد جديدة وتكسير وإطلاق غاز انشطاري.

## إطلاق غاز الانشطار
مع تدهور أو تسخين الوقود قد تصبح المنتجات الانشطارية الأكثر تقلبًا خصوصا المحصورة داخل ثاني أكسيد اليورانيوم الحر يتم نشر غاز الانشطار مما يؤثر على حياة العاملين.

## تكسير الوقود
مع توسع الوقود عند التسخين قد يؤدي إلى التكسير. وبسبب الضغط الحراري الذي تسبب في تشققات الوقود تميل الشقوق إلى الانتقال من المركز إلى الحافة على شكل نجمة. من أجل فهم هذه التغييرات والتحكم فيها بشكل أفضل في المواد ويتم دراسة هذه السلوكيات. بسبب الطبيعة المشعة المكثفة للوقود المستخدم يتم ذلك في خلية ساخنة. إن مجموعة من الطرق غير المدمرة والمدمرة لـ بعد فحص الإشعاع شائعة. بالإضافة إلى تأثيرات الإشعاع ومنتجات الانشطار على المواد ويحتاج العلماء أيضًا إلى دراسة درجة حرارة المواد في المفاعل وعلى وجه الخصوص الوقود. يمكن لدرجات حرارة الوقود المرتفعة أن تؤثر سلبًا على الوقود وبالتالي من المهم التحكم في درجة الحرارة من أجل التحكم في تفاعل سلسلة الانشطار. درجة حرارة الوقود تختلف كدالة للمسافة من المركز إلى الحافة. عند المسافة x من المركز، يتم وصف درجة الحرارة (Tx) في المعادلة حيث ρ هي كثافة القدرة (Wm − 3) و Kf هي ناقلية حرارية:
Tx = TRim + ρ (rpellet2 - x2) (4 Kf)−1
لشرح هذا لسلسلة من حبيبات الوقود المستخدمة مع درجة حرارة حافة تصل إلى 200 درجة مئوية.لاحظ أن كريات الوقود هذه كبيرة إلى حد ما ومن الطبيعي استخدام كريات أكسيد التي يبلغ قطرها حوالي 10 ملم.
|  |  |

|  |  |

|  |